# Стрешнево (Липецкая область)
Стрешнево — упразднённое село в Данковском районе Липецкой области. Находится на территории современного Бигильдинского сельсовета. Стоит на реке Дон. Ныне урочище Стрешнево (Стрешневское городище)

## География
Находится на левом берегу верхнего Дона в 30 км выше нынешнего города Данкова, между селами Полибино и Долгое. Напротив, на правом берегу, стоит деревня Верхняя Павловка.

## История
В 1680 году упоминается деревянный храм.
Вотчина русского государственного деятеля, сенатора Василия Ивановича Стрешнева (1707—1782).
В 1794 году графом Ф. А. Остерман-Толстым, зятем В. И. Стрешнева, возведена крупная кирпичная церковь в стиле классицизма.

## Инфраструктура
Сохраняются полуразрушенная церковь Казанской иконы Божией Матери.